# Latabāri
Latabāri är en ort i Indien.   Den ligger i distriktet Dhuburi och delstaten Assam, i den östra delen av landet, 1 300 km öster om huvudstaden New Delhi. Latabāri ligger 41 meter över havet och antalet invånare är 800.
Terrängen runt Latabāri är mycket platt. Runt Latabāri är det tätbefolkat, med 411 invånare per kvadratkilometer. Närmaste större samhälle är Goshaingaon, 18,2 km nordost om Latabāri. I omgivningarna runt Latabāri växer huvudsakligen savannskog.